# 國產汽車股份有限公司
國產汽車股份有限公司（英語：Chinese Automobile Co., Ltd.），簡稱國產汽車、CAC，1958年3月17日由鴻禧企業集團創辦人張添根偕同其弟張建安、張允中及其妹婿許雲霞共同出資成立，乃臺灣第一家汽車銷售商，初期為裕隆汽車之總經銷。1988年3月，國產汽車與裕隆中止長達30年的合作關係，此時張氏家族正式分家並讓第二代接手經營：張添根之子張秀政接掌鴻禧集團，張建安之子張朝翔接掌禾豐企業集團，國產汽車則納入禾豐企業集團旗下。
1988年年中，國產汽車取得汽車製造廠執照，並與法國雪鐵龍簽訂技術合作契約，且取得美國通用汽車之臺灣地區總代理權。但是彼時張朝翔、張朝喨兄弟上任經營階層後，國產汽車將經營觸角拓展至食品（中法國際乳品）、營建（世棋、世豐）、電子及通訊科技（昌磊電子、禾翔光罩、中翔）、流通（吉野家、全家便利商店）等。1998年，由於國產汽車本業獲利下滑，加上臺北股市從9千多點狂跌至6千多點，而多角化經營致使資金調度艱困。張氏兄弟擅自挪用國產汽車資金，卻仍周轉不靈，迫使該公司宣告破產。法院衡量國產汽車麾下仍有41家保修廠，且近千名員工不願公司停業，裁定予以重整。無奈該公司仍虧損嚴重，2006年重整人遂聯名向法院聲請終止重整，並宣告該公司破產。
至於張朝翔、張朝喨兄弟，則由最高法院於2006年9月7日判刑定讞：張朝喨處8年有期徒刑、併科罰金新臺幣15億元，張朝翔處7年有期徒刑、併科罰金新臺幣15億元，張朝喨並已入監服刑。歷經18年向禾豐企業集團追討欠稅之後，法務部行政執行署臺北分署總算在2020年11月收回新台幣2億300萬餘元欠款，全案終結。

## 公司沿革

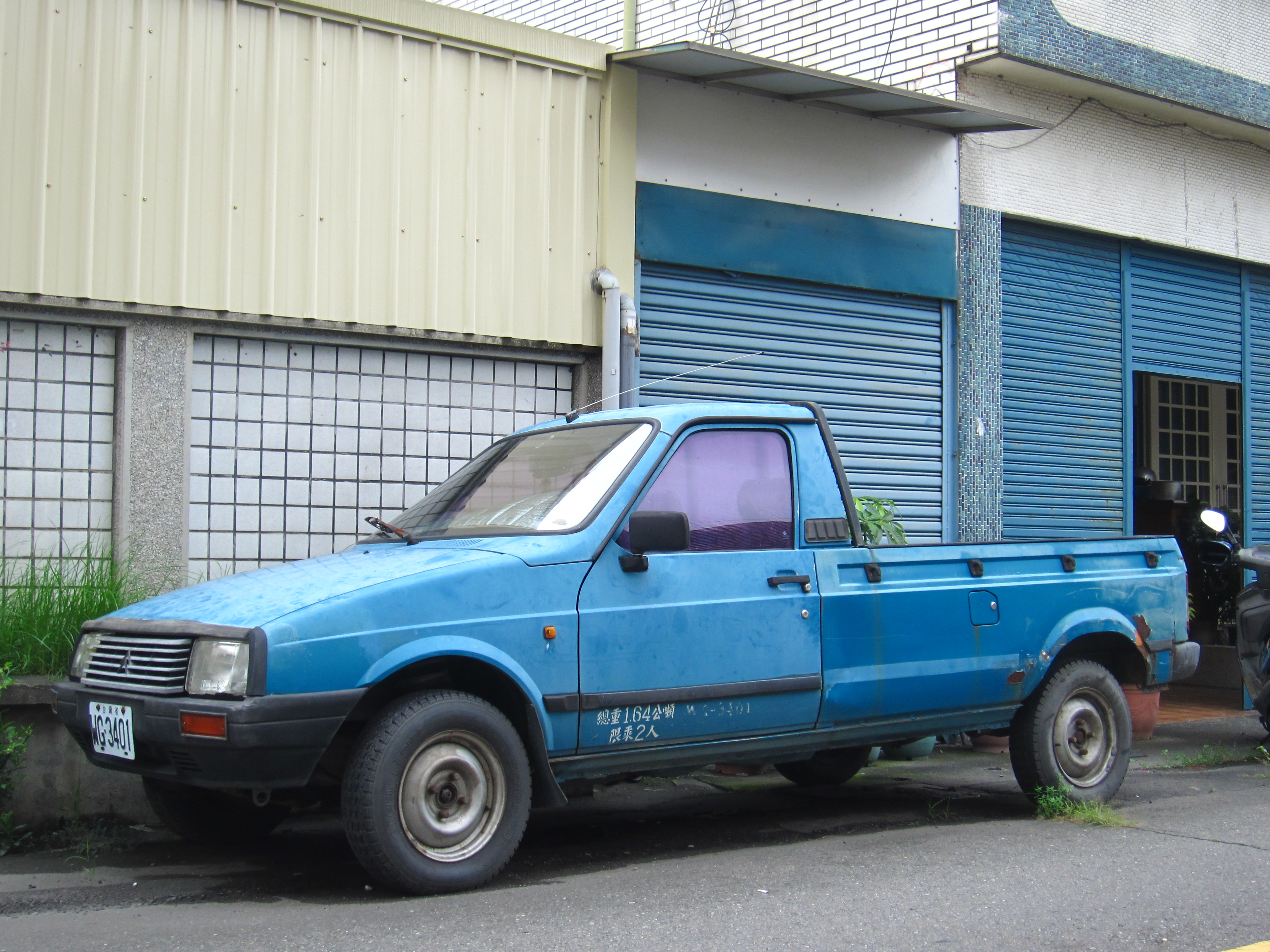
雪鐵龍C15 E (1989-1996)

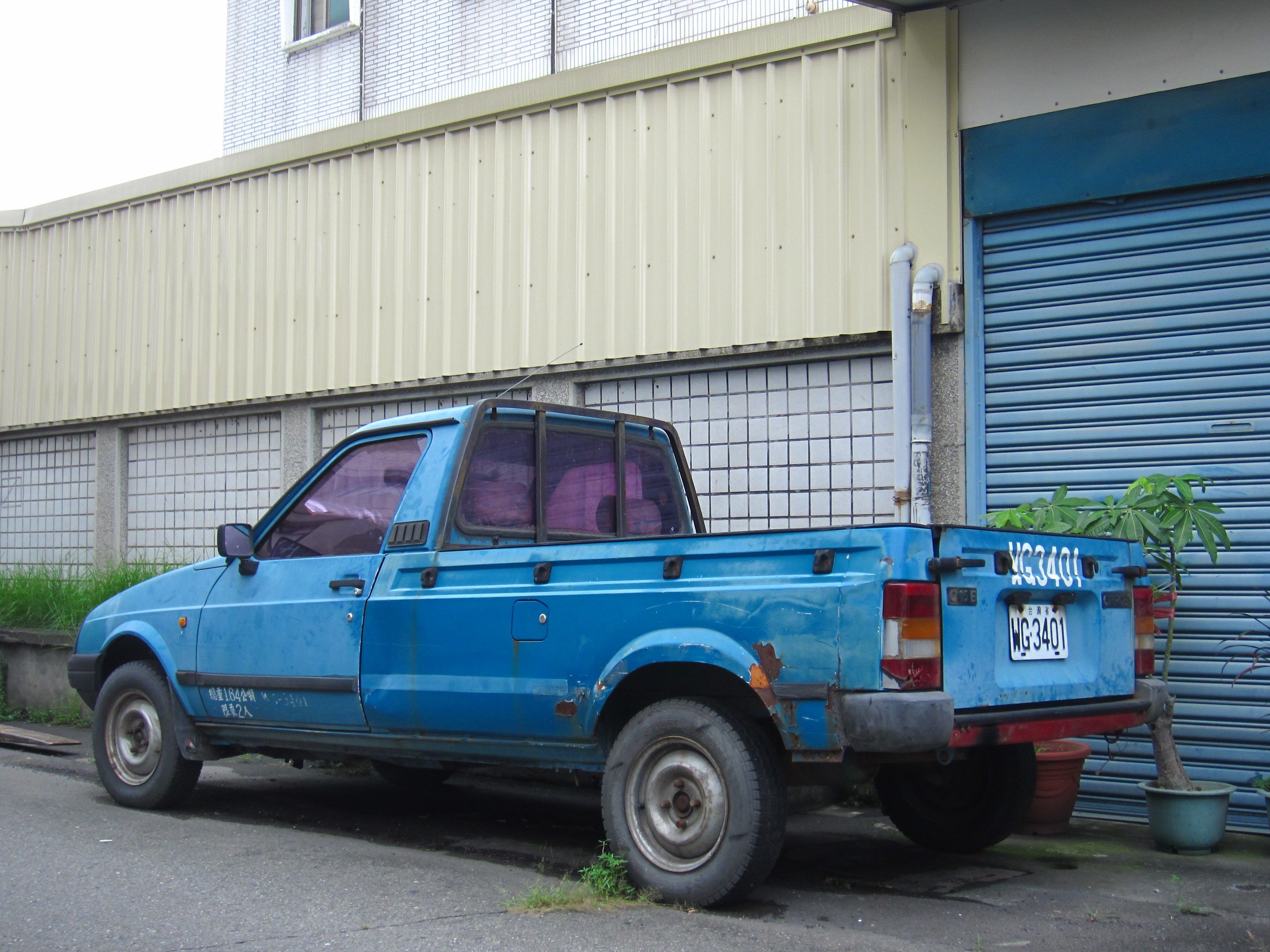
雪鐵龍C15 E (1989-1996)

- 1958年：3月17日張添根創設國產汽車股份有限公司，為裕隆汽車之全省總經銷。
- 1969年：3月，國產汽車與婆羅洲貿易商接洽，敲定外銷四輛由國產汽車新莊車身廠打造的輪距五、六公尺的大客車至婆羅洲，此為臺灣首次成車外銷[5]。
- 1988年：國產汽車和裕隆汽車結束代理銷售關係，張建安之子張朝翔接掌國產汽車，取得汽車製造廠執照，並採取多角化經營策略。
- 1989年：國產汽車推出雪鐵龍來旺商用廂型車（即雪鐵龍C15（英语：Citroën C15））。
- 1993年：國產汽車推出歐寶Astra（英语：Opel Astra#Astra F），正式跨足乘用轎車之生產。
- 1996年：美國通用汽車在臺灣成立台勁國際汽車行銷股份有限公司，以主導國內經銷網。
- 1998年：
  - 國產汽車成立自有銷售網絡「禾豐世界」（PANMA），並與日本大發工業簽訂技術合作契約。
  - 9月15日，國產汽車與住友商事及三信商事合資，經臺北市政府核准，登記成立台灣大發汽車股份有限公司（已於1999年5月21日登記解散）。
  - 張朝翔與張朝喨挪用國產汽車新台幣38億餘元之資金替該公司股價護盤，最後仍因資金周轉不靈，導致該公司宣告破產，也吃上侵占之官司[6]。
- 1999年：債權銀行向法院聲請國產汽車破產，但法院衡量該公司仍有41家保養維修廠，且近千名員工不願公司停業，故裁定准予重整。
- 2006年：國產汽車持續虧損，且資產標售多次流標，法院一再重延重整期限（依法重整期限原則上為一年，屆期可由法院再裁准延期）。後來延到2005年8月間，重整人之一的林仁光向法院請辭，另3名重整人陳文誠、施中興、王國慶聯名向法院聲請終止重整並宣告該公司破產[7]。

## 資料出處
- 《台灣地區汽車產業傳》，張維著，中華徵信所出版，1999年。
- 中華民國汽車安全協會：汽車大觀園（页面存档备份，存于）